# Yaylapınar (Şemdinli)
Yaylapınar ist ein Dorf im Landkreis Şemdinli der türkischen Provinz Hakkâri. Yaylapınar liegt etwa 140 km südöstlich der Provinzhauptstadt Hakkâri und 20 km südwestlich von Şemdinli. Yaylapınar hatte laut der letzten Volkszählung 860 Einwohner (Stand Ende Dezember 2010). 
Die Bevölkerung besteht hauptsächlich aus Türken, daneben finden sich noch einige aus den umliegenden Dörfern zugezogene Kurden. Yaylapınar, Beyyurdu, Boğazköy und Uğuraçan sind die einzigen von Türken besiedelten Dörfer in der Provinz Hakkâri. Der frühere Name des Dorfes lautete Salaran. Dies leitet sich vom kurdischen Wort für Kommandeure ab.